# Darío L. Arrieta Mateos
Darío L. Arrieta Mateos (Iguala de la Independencia, Guerrero, 20 de diciembre de 1909-Ciudad de México, 16 de noviembre de 1988) fue un ingeniero y político mexicano, miembro del Partido Revolucionario Institucional (PRI). Fue gobernador sustituto del estado de Guerrero de 1954 a 1957.

## Biografía
Fue ingeniero agrónomo egresado de la Escuela Nacional de Agricultura en 1934; institución de la que también ejerció como docente.
De 1943 a 1949 durante los gobiernos de Manuel Ávila Camacho y Miguel Alemán Valdés fue director general de Agricultura de la entonces Secretaría de Agricultura y Ganadería cuando fueron titulares de la misma Marte R. Gómez y Nazario S. Ortiz Garza, en 1949 pasó a ser coordinador ejecutivo de Investigación Agrícola y de 1951 a 1953 fue director general de Defensa Agrícola y el 1 de junio de 1953 volvió a la dirección general de Agricultura de la misma dependencia, pero en el gobierno de Adolfo Ruiz Cortines y siendo titular de la misma Gilberto Flores Muñoz.
El 21 de mayo de 1954 la Comisión Permanente del Congreso de la Unión declaró la desaparición de los poderes constitucionales en el estado de Guerrero, destituyendo de su cargo al gobernador Alejandro Gómez Maganda. El mismo día, Arrieta Mateos fue elegido gobernador sustituto por la misma comisión, como parte de una terna donde también figuraban Ruffo Figueroa Figueroa y Alejandro Sánchez Castro.
Gómez Maganda fue destituido por ser partidario del anterior presidente Miguel Alemán, cuando el nuevo presidente Ruiz Cortines, buscaba eliminar cualquier vestigio de influencia del gobierno anterior; otros mandatarios estatales que tuvieron la misma suerte fueron Óscar Soto Maynez de Chihuahua y Tomás Marentes Miranda de Yucatán. Arrieta Mateos gobernó el resto del periodo constitucional para el que había si elegido Gómez Maganda, hasta el 31 de marzo de 1957.
En 1958 volvió a ser director general de Defensa Agrícola en el gobierno de Adolfo López Mateos y siendo secretario de Agricultura Julián Rodríguez Adame; hasta 1966 en que pasa a ser director general de Sanidad Animal y Vegetal de la misma dependecia, pero ahora en la administración de Gustavo Díaz Ordaz y el secretario Juan Gil Preciado. Falleció en la Ciudad de México el 16 de noviembre de 1988.